# José Félix Zavala
José Félix Zavala. (n. Querétaro, Querétaro; 25 de agosto de 1948) es un escritor e historiador mexicano.
Dedicado al estudio de la microhistoria y fundador del taller "El Oficio de Historiar".

## Trayectoria
Nacido en la ciudad de Querétaro el 25 de agosto de 1948. Nació en la Calle de 5 de mayo n.º 205 en el Barrio de la Cruz, siendo el cuarto de diez hermanos del matrimonio entre José Félix Magaña y María Natividad Zavala Rivera. Sus padres fueron pioneros del alquiler de bicicletas en la histórica Alameda de esa ciudad, de donde las generaciones de 1950 a 1990 narran innumerables anécdotas, después derivaría en una empresa formal de distribución y venta de bicicletas en el sureste y centro del país Realizó sus estudios de educación primaria a partir de 1956 con los hermanos maristas en el Instituto Queretano, en el famoso edificio llamado “El Molino” donde fue la primera generación de estudios de Bachillerato de 1966 al 67. Le entregó su certificado de preparatoria en el Histórico Teatro de la República el entonces rector Hugo Gutiérrez Vega, uno de los poetas más importantes de la actualidad en el país.
Los estudios superiores fueron la Licenciatura en Sociología y la Maestría en Sociología Rural en el antiguo edificio de la Av. de las Torres de la Col. Campestre Churubusco en la Universidad Iberoamericana en la Ciudad de México, ingresó al periodismo en el Periódico local “Noticias” y como corresponsal del naciente Diario “La Jornada” y desde entonces ha colaborado en los principales diarios locales de todo el país y los nacionales.
Nació al inicio profesional de la historia en la administración del Presidente Municipal Manuel Ceballos Urieta (1985-1988) al crear en forma solitaria y autodidacta el Archivo Histórico Municipal de Querétaro, del cual fue además del creador su primer jefe, a partir de ahí comenzaron las publicaciones históricas sobre Querétaro, después sobre el estado del mismo nombre y siguieron múltiples publicaciones sobre historias regionales en diferentes ciudades de México.
Crea su taller “El Oficio de Historiar” que lo llevará a recorrer con él la UAQ, el Instituto de Cultura de Querétaro, la Secretaría de Educación Pública del Estado, la Secretaría de Turismo y es imitado por múltiples seguidores, hasta hacer de este tipo de servicios una tradición en la ciudad de Querétaro dondereside.

## Obras
- La Tradición

Gobierno del Estado
Sep, 1988
Querétaro, Méx.
- El Pueblito: Dos Santuarios

Instituto Tecnológico de Querétaro
Nov, 1991
Querétaro, Méx.
- Querétaro, Historia y Tradición

Universidad Autónoma de Querétaro
Julio de 1991
Querétaro, Méx.
- La Resistencia

Instituto Nacional Indigenista
1993
Querétaro, Méx.
- La Costumbre

Instituto de Cultura de Chiapas
Febrero de 1990
Tuxtla Gutiérrez, Méx.
- Querétaro, ¿Cómo Somos?

Ed. Nuevo Amanecer
Querétaro, Méx.
1991
- La Ciudad Indígena de los Siete Barrios

Instituto Potosino de Cultura
San Luis Potosí, Méx.
1996
- Iztachichimecapan

Ed. H. Ayuntamiento de San Juan del Río
San Juan del Río, Méx.
Junio de 1990
- Tres Estudios Artísticos:

Santa Prisca
La Valenciana
Santa Rosa de Viterbo
Gobierno del Estado de Querétaro
1994
Querétaro, Méx.
- San Miguel El Grande “Ixcuinapan”

H. Ayuntamiento de San Miguel Allende
1996, 
San Miguel Allende, Mex.
- Datos: Q5939894